# Charles Louis L'Héritier de Brutelle
Charles Louis L'Héritier de Brutelle (15 giugno 1746 – Parigi, 16 agosto 1800) è stato un magistrato e botanico francese.

## Biografia
Procuratore del Re presso la Maîtrise des Eaux et Forêts, poi consigliere della Cour des Aides, i suoi lavori botanici, disprezzati dai contemporanei, furono riconosciuti e valorizzati da Carl Ludwig Willdenow (1765-1812) e Augustin Pyrame de Candolle (1778-1841). Morì assassinato nel 1800. Lasciò un erbario di circa 8000 specie e una biblioteca botanica molto importante. 
Lavorò, in particolare, sui Gerani  pubblicando nel 1792 un lavoro intitolato Geraniologia.
A lui si deve la distinzione tra i tre generi Geranium, Pelargonium et Erodium.

## Opere
- Stirpes novae aut minus cognitae, quas descriptionibus et iconibus illustravit Carolus Ludovicus L'Héritier, Parigi (1784-1785).
- Sertum anglicum, 1789–1792
- Geraniologia, 1792